# Laucharassari
Der Laucharassari (Aulacorhynchus prasinus) ist ein in Mittelamerika beheimateter Spechtvogel aus der Familie der Tukane. Es werden vier bis sieben Unterarten unterschieden.

## Merkmale
Der Laucharassari wird bis zu 35 Zentimeter lang und 160 Gramm schwer. Sein Gefieder ist vorwiegend grün. Hervorstechendes Merkmal ist wie bei anderen Tukanen auch sein langer Schnabel; der Oberschnabel ist zu divergierenden Anteilen gelb und schwarz, der Unterschnabel dagegen meist vollkommen schwarz. Männchen und Weibchen unterscheiden sich äußerlich kaum, allerdings werden erstere etwas größer. Die Eier der Tiere sind weiß.
Exemplare aus verschiedenen Regionen unterscheiden sich in einzelnen Merkmalen so stark, dass der Laucharassari in verschiedene Unterarten unterteilt wurde. So können beispielsweise die Flecke an den Kehlen der Tiere weiß, violett oder blau sein.

## Vorkommen

Das Verbreitungsgebiet des Laucharassaris

Der Laucharassari ist in feuchten Wäldern und offenen Waldgebieten zu finden. Sein Verbreitungsgebiet reicht von Mexiko über Guatemala bis in den Norden von Nicaragua, wobei er normalerweise in höhergelegenen Gebieten zu finden ist. Er ist vorwiegend ein Bewohner von Bergwäldern und kommt in Höhenlagen zwischen 1.600 und 3.000 Metern vor. In den mittleren Höhenlagen überlappt sich seine Verbreitung häufiger mit dem des Blutbürzelarassaris. 
Nach Angaben der IUCN ist der Bestand derzeit nicht gefährdet.

## Verhalten
Laurcharassaris sind Höhlenbrüter und nutzen verlassene Spechthöhlen sowie ähnliche Baumhöhlungen, die gelegentlich von den Laucharassaris etwas erweitert werden. Das Einschlupfloch ist jeweils etwa so groß, dass ein erwachsener Laucharassari hindurch schlüpfen kann. Laucharassaris sind Nisthöhlenkonkurrenten mit dem Azteken-Bartvogel. Anders als der Tukan-Bartvogel, die im kooperativen Familienverband brüten und in der Lage sind, weitaus größere Arten wie beispielsweise den Leistenschnabeltukan zu vertreiben, haben die einzeln brütende Azteken-Bartvögel keine Chance, die größeren Laucharassaris von ihren Nisthöhlen zu vertreiben.
Die Weibchen des Laucharassaris legen pro Brutperiode drei bis vier Eier. Sowohl Männchen wie Weibchen beteiligen sich an der Brut, die 14 bis 16 Tage dauert. Frisch geschlüpfte Laucharassaris sind zunächst vollständig nackt, haben geschlossene Augen und weisen breitere und längere Unterschnäbel als Oberschnäbel auf. Sie haben außerdem sehr auffällige, große Fersenschwielen, die vermutlich ein Durchscheuern beim Sitzen auf der harten Nistunterlage verhindern. Beide Elternvögel sind an der Fütterung der Jungvögel beteiligt. Sie erhalten hauptsächlich Früchte, daneben aber auch Insekten sowie gelegentlich Nestlinge anderer Vogelarten. Die Entwicklung der Jungvögel geht sehr langsam vor sich, erst ab dem 25. Lebenstag öffnen sich die Augen und um den 35. Lebenstag sind sie weitgehend befiedert. Die Jungvögel sind nach etwa 6 Wochen flügge, werden allerdings noch einige Wochen nach Verlassen des Nests gefüttert. Gerade flügge gewordene Jungvögel haben bereits die Körpergröße eines adulten Laucharassaris und gleichen ihnen auch in der Gefiederfärbung. Allerdings ist der Schnabel noch deutlich kleiner als der der Adulten.
Die Vögel treten häufig in Gruppen von 5 bis 10 Tieren auf. Sie ernähren sich vorwiegend von Früchten, aber auch von Insekten, Vogeleiern und Eidechsen. Untersuchungen in den 1980er Jahren zeigten, dass Laucharassaris Früchte von mindestens 113 unterschiedlichen Pflanzen zu sich nehmen. Außerdem wurden mehrmals Tiere beobachtet, die Blüten, unter anderem von Korallenbäumen (Erythrina lanceolata), fraßen.

## Unterarten
Der US-amerikanische Ornithologe Thomas S. Schulenberg unterscheidet in der Online-Datenbank "Birds of the World" sieben Unterarten:
- Aulacorhynchus prasinus prasinus (Gould, 1833): Die Unterart kommt ausschließlich im Südosten Mexikos, in Belize und im Norden von Guatemale vor.
- Aulacorhynchus prasinus virescens (Ridgway, 1912): Die Unterart weist ein weißes Kehlgefieder sowie einen schmalen schwarzes Streifen am Schneidenrand des Schnabels auf. Ansonsten ähnelt die Art der Nominatform. Das Verbreitungsgebiet ist der Osten Guatemalas, Honduras und Nicaragua.
- Aulacorhynchus prasinus volcanius (Dickey & Van Rossem, 1930) Die Unterart kommt isoliert am Vulkan San Miguel in El Salvador vor. Sie ist etwas heller gefärbt als die Unterart A. p. virescens.
- Aulacorhynchus prasinus warneri Winker, 2000: Die Unterart lebt im Südosten von Mexiko.
- Aulacorhynchus prasinus caeruleogularis Gould, 1853: Die Unterart kommt in Costa Rica und Panama vor.
- Aulacorhynchus prasinus cognatus Nelson, 1912: Die Unterart lebt in den Bergen des östlichen Panama (Provinz Darién) und in den unmittelbar angrenzenden Regionen Kolumbiens. Ähnelt A. p. caeruleogularis, ist aber kleiner und die Basis des Oberschnabels ist schwarz.[7]
- Aulacorhynchus prasinus wagleri (Sturm & Sturm, 1841): Die Unterart kommt in der Sierra Madre del Sur im Süden Mexikos vor. Die Schnabelbasis ist bei dieser Unterart schwarz.[7]

2008 und 2011 empfahlen zwei Wissenschaftlerteams unabhängig voneinander allen Unterarten den Status eigenständiger Arten zu geben. Dies wurde von der American Ornithological Society jedoch abgelehnt. Inzwischen werden Aulacorhynchus caeruleogularis (inkl. Aulacorhynchus c. cognatus) und Aulacorhynchus wagleri von der International Ornithologists’ Union jedoch als eigenständige Arten (Blaukehlarassari und Waglerarassari) angesehen.

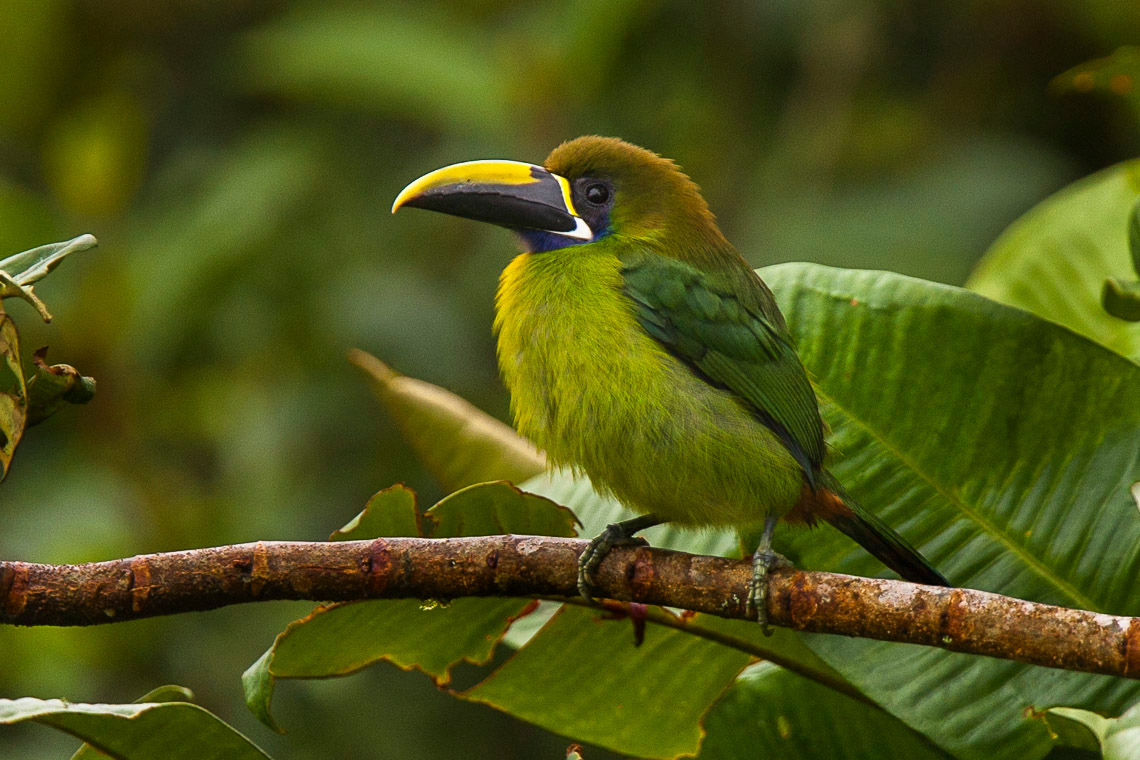
Blaukehlarassari A. caeruleogularis
Verbreitungsgebiet
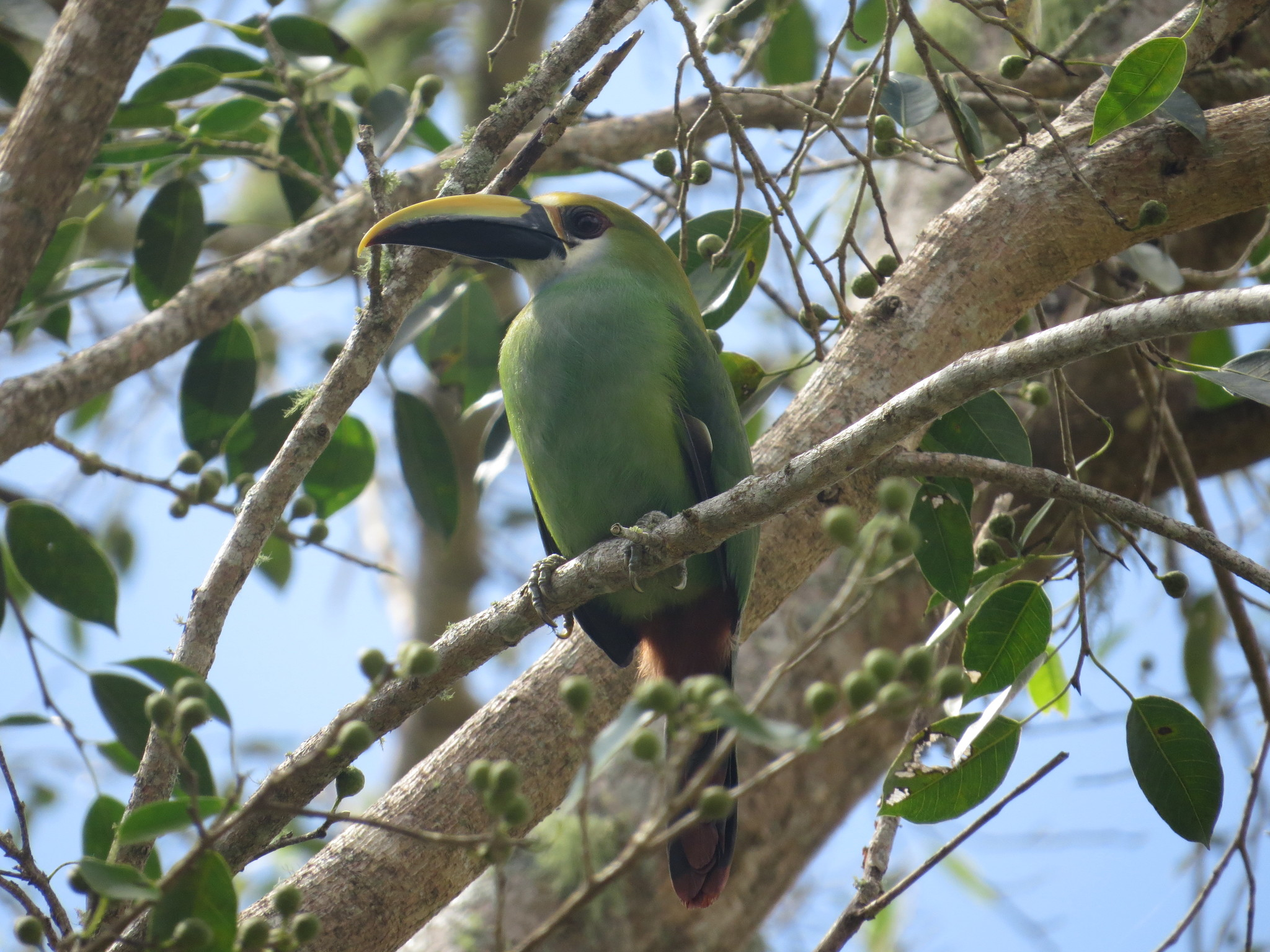
Waglerarassari A. wagleri
Verbreitungsgebiet